# یونپانه
یونپانه (به لاتین: Yonpane) یک منطقهٔ مسکونی در سری‌لانکا است که در استان مرکزی (سری‌لانکا) واقع شده‌است.